# Heinz Graber
Heinz Graber (Berlim, Alemanha, 9 de março de 1912 - 30 de janeiro de 1943, Vasilkov, União Soviética) foi um piloto alemão da Luftwaffe durante a Segunda Guerra Mundial. Voou cerca de 500 missões de combate, nas quais abateu 10 aeronaves inimigas, o que fez dele um ás da aviação. Destruiu também 19 tanques, dois comboios blindados e 18 peças de artilharia antiaérea.